# Дуде Ндонгала
Дуде Ндонгала (на френски: Daudet N'Dongala) е френски футболист, който играе на поста дясно крило. Състезател на Илвамадалена.

## Кариера
На 1 юли 2015 г. Ндонгала става част от отбора на Славия. Дебютира на 27 юли при победата с 0:3 като гост на Пирин (Благоевград).

### Ботев Пловдив
На 11 август 2017 г. Дуде подписва с пловдивския Ботев. Прави дебюта си на 18 август при загубата с 1:2 като домакин на Черно море.

### Дунав Русе
На 9 март 2020 г. французинът е обявен за ново попълнение на Дунав (Русе). Записва своя дебют на 6 юни при равенството 0:0 като домакин на Арда.

### ЦСКА 1948
На 6 януари 2022 г. Ндонгала се присъединява към отбора на ЦСКА 1948. Дебютира на 19 февруари при победата с 0:4 като гост на врачанския Ботев.